# هارديز
هارديز (بالإنجليزية: Hardee's) هي سلسلة مطاعم وجبات سريعة عالمية، يقع معظمها في الجنوب ومناطق الغرب الأوسط في الولايات المتحدة. يقع مقر الشركة في مدينة سانت لويس بولاية ميسوري الأمريكية. يوجد لها فروع في أغلب دول العالم.

## لمحة عن الشركة
مؤسس سلسلة مطاعم هارديز هو ويلبر هارديز، وقد افتتح أول مطعم في غرينفيل، كارولاينا الشمالية، يوم 9 سبتمبر، 1960. كان مطعم للوجبات السريعة متخصص في ساندوتشات الهمبرجر المشوية على الفحم، ويتميز بإمكانية طلب الطعام من السيارة.
وبالفعل حقق نجاح ساحق وتوسع في زمن قياسي لكي يتضمن 200 مطعم في أقل من عشر سنين، من ضمنهم مطعم في هايدلبرج بألمانيا ثم إفتتح أول مطعم هارديز بالشرق الأوسط وشمال أفريقيا في الكويت سنة 1981، وكانت هذه هي علامة الانطلاق حيث توسع في المنطقتين بشكل ملحوظ منذ ذلك الحين.
اليوم هارديز تمتلك أكثر من 2000 مطعم خدمة سريعة في 32 ولاية من الولايات المتحدة الأمريكية، وأكثر من 200 مطعم في الشرق الأوسط وأفريقيا، 118 بالمكسيك، 17 بآسيا و 10 بروسيا

## وصلات خارجية
- الموقع الرسمي